# Carles III de Parma
Carles III de Parma (Lucca, Ducat de Lucca 1823 - Parma, Ducat de Parma 1854) fou el Duc de Parma i Piacenza entre 1849 i 1854. Fou membre de la dinastia dels Borbó-Parma i cap d'aquesta casa ducal vinculada a la casa reial espanyola.

## Orígens familiars
Va néixer el 14 de gener de 1823 a la ciutat de Lucca, capital del ducat del mateix nom, essent fill del duc Carles I de Lucca (futur Carles II de Parma) i de la princesa Maria Teresa de Savoia. Era net per via paterna del rei Lluís I d'Etrúria i de la infanta Maria Lluïsa d'Espanya i per via materna del rei Víctor Manuel I de Sardenya i de l'arxiduquessa Maria Teresa d'Àustria-Este.

## Núpcies i descendents
Es casà el 10 de novembre de 1845 a la ciutat de Frohsdorf amb la princesa Lluïsa de França, filla del príncep Carles Ferran de França, duc de Berry, i de la princesa Maria Carolina de Borbó-Dues Sicílies. Lluïsa era neta de Carles X de França i de Francesc I de les Dues Sicílies. La parella s'instal·là a Lucca i després a Parma i tingueren quatre fills:
- SAR la princesa Margarida de Borbó-Parma, nascuda a Lucca el 1847 i morta a Viareggio el 1893. Es casà amb el pretendent carlista al tron espanyol, el duc de Madrid: Carles de Borbó.
- SM el duc Robert I de Parma, nascut a Florència el 1848 i mort a Pianore el 1907. Es casà amb la princesa Maria Pia de Borbó-Dues Sicílies i en segones núpcies amb la infanta Maria Antònia de Portugal.
- SAR la princesa Alícia de Borbó-Parma, nascuda a Parma el 1849 i morta a Fchwertberg (Àustria). Es casà amb el gran duc Ferran IV de Toscana.
- SAR el príncep Enric de Borbó-Parma, comte de Bardi, nascut a Parma el 1851 i mort a Menton el 1905. Es casà amb la princesa Lluïsa de Borbó-Dues Sicílies i posteriorment amb la infanta Adelgundes de Portugal.

## Duc de Parma
El 19 d'abril de 1848 el seu pare abdicà en favor seu després de sofrir les revolucions liberals de 1848 en favor de la unificació italiana. Carles III fugí de Parma i s'instal·là a Cremona, on fou fet presoner. Posteriorment fou fet presoner a la ciutat de Milà, i alguns mesos després fou alliberat gràcies a la mediació del govern britànic.
Després d'una breu estada a Malta, va viatjar a Nàpols i, a continuació, a Livorno, on va estar acompanyat de la seva esposa que acabava de donar llum al seu primer fill. Seguidament la família va buscar refugi a Anglaterra i Escòcia. L'agost de 1848 l'exèrcit austríac va entrar a Parma i restaurà oficialment Carles II al poder, si bé aquest refusà acceptà el nomenament i designà novament el seu fill Carles III com el seu successor. Aquest retornà a Parma el 18 de maig de 1849, si bé no va fer-se càrrec de l'administració del ducat fins al 25 d'agost.
El 8 d'octubre de 1852 rebé el títol d'infant d'Espanya per part de la reina Isabel II d'Espanya. A la nit del 26 de març de 1854 Carles III fou ferit de mort a la ciutat de Parma per part d'un assaltant que va aconseguir escapar. Va ser traslladat al Palau Reial, on morí l'endemà, sent enterrat el seu cos a la ciutat de Viareggio mentre el seu cor fou guardat al Santuari de Santa Maria della Seccata de Parma.